# 3298 Masszandra
A 3298 Masszandra (ideiglenes jelöléssel 1979 OB15) a Naprendszer kisbolygóövében található aszteroida. Nyikolaj Sztyepanovics Csernih fedezte fel 1979. július 21-én.